# Storholmen (Stronkeneset)
Ne doit pas être confondu avec Storholmen.
Storholmen est une île norvégienne du comté de Hordaland appartenant administrativement à Austevoll.

## Description
Rocheuse et désertique, elle s'étend sur environ 229 m de longueur pour une largeur approximative de 146 m.